# Mutya Buena
Rosa Isabel Mutya Buena, művésznevén Mutya Buena (Kingsbury, 1985. május 21. –) angol énekesnő és dalszövegíró, aki a Sugababes lánycsapat tagjaként vált ismertté. A Sugababes-szel négy első helyezett kislemeze volt az Egyesült Királyságban, valamint további hat top-tízes slágert, és három multi-platina albumot tudhatott magáénak. Miután 2005 decemberében távozott az együttesből, 2007 júniusában kiadta debütáló szólóalbumát, a Real Girl-t. Az album címadó dala a második helyet érte el a brit kislemezlistán, míg az album bekerült az első tízbe az UK Albums Chart-on, valamint  BPI arany minősítést kapott. 2012-ben a másik két eredeti taggal, Siobhán Donaghy-val és Keisha Buchanan-nal újraalapította a Sugababes-t.
2012-ben ő és korábbi Sugababes csapattársai, Siobhán Donaghy és Keisha Buchanan megerősítették újraegyesülésüket. A trió eredetileg MKS (Mutya Keisha Siobhan) néven működött együtt. 2013-ban kiadtak egy kislemezt, a Flatline-t. Az ezt követő szünet után, 2019 szeptemberében a csapat hivatalosan is megerősítette visszatérését Sugababes néven. 2020 februárjában együttműködött a londoni székhelyű Electric Pineapple produkciós duóval a Black Valentine című popdalon, amelyet 2021 májusában a The One című brit garázs-ihletésű szám követett Ryuken elektronikus zenei producer duóval. 2023 áprilisában szerepelt a holland-filippínó DJ Laidback Luke All I Own című electro-house számában. 

## A kezdetek
Édesapja Fülöp-szigeteki, édesanyja ír, negyedrészt kínai, negyedrészt spanyol. A Kingsbury Gimnáziumban végzett. Neve tangalog eredetű, jelentése múzsa. Öt fiútestvére van (Bayani, Charlie, Chris, Danny, Roberto) és három húga (Ligaya és Dalisay). Ezek közül az egyik, Maya, 2002-ben váratlanul meghalt, és a Three albumon a Maya szám neki állít emléket.  1994-ben feltűnt a Barrymore egyik epizódjában.

## Karrier

### 1998–2005: Korai karrier ésSugababes

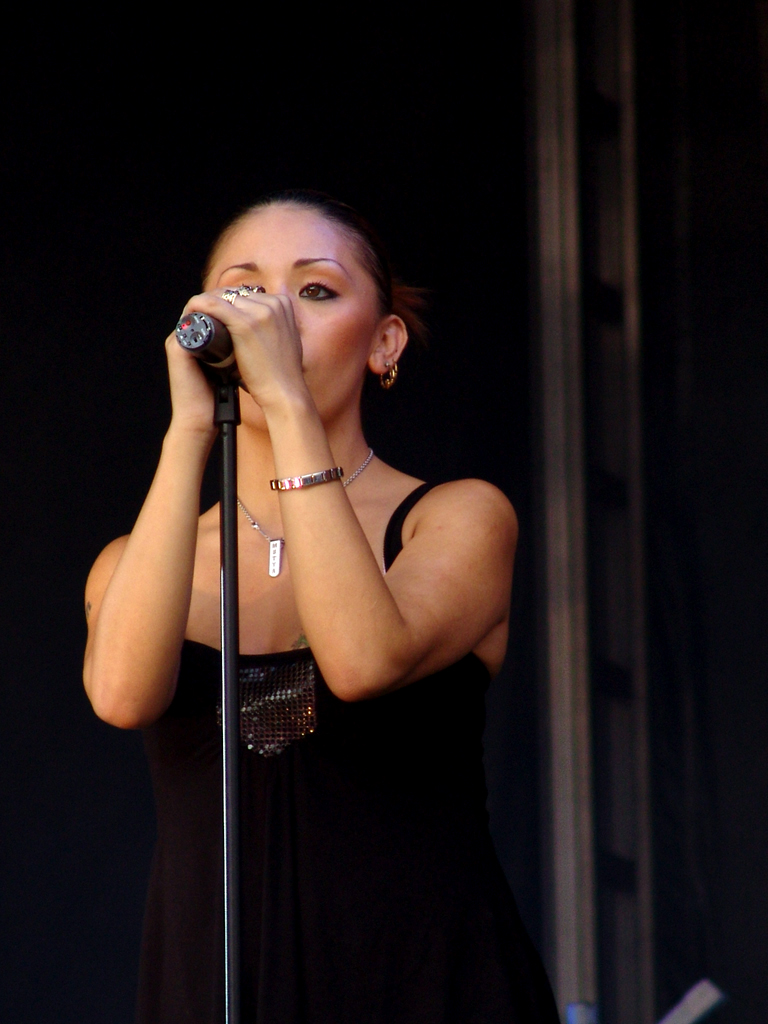
Buena a Sugababes társaságában a Bristol Asthon Courtban lép fel 2004 augusztusában.

A Sugababes-t 1998-ban alapította Siobhán Donaghy, Keisha Buchanan és Buena. Cameron McVey, az All Saints producere fedezte fel őket, aki lemezszerződéshez segítette az együttest a London Records kiadónál. Debütáló albumuk, a One Touch 2000-ben jelent meg, és a huszonhatodik helyen debütált az Egyesült Királyságban, végül arany minősítést szerzett. Első kislemeze, az Overload óriási sláger lett, nemzetközi hírnevet hozva a lányoknak. Az albumról a New Year, a Run for Cover és a Soul Sound jelent még meg kislemez formájában, ám összességében nem hoztak nagy sikert, így a kiadó 2001-ben megvált a lányoktól. Ez év augusztusában a japán promóciós turné alatt Siobhán Donaghy távozott a csapatból, hogy szólókarrierbe kezdjen.
A lányok 2002-ben tértek vissza, Siobhán helyét az Atomic Kitten egyik korábbi alapító tagja, Heidi Range vette át. Az új felállásban kiadott első kislemez, a Freak like Me (Adina Howard 1995-ös slágerének feldolgozása) lett, amely nem várt sikereket hozott. A második kislemez a Round Round, a The Guru című szexvígjáték betétdala lett, szintén nagy sikernek örvendett. Ezt követte az Angels with Dirty Faces című második stúdióalbum megjelenése 2002 augusztusában, amely nagy sikert ért el az Egyesült Királyságban, ahol a második helyre került, és 3×-os platina lett. Az ezután kiadott dalok, a Stronger / Angels with Dirty Faces is a toplisták élére kerültek. Az album címadó dala egyébként a Pindúr pandúrok című rajzfilm betétdalaként lett ismert. A lemezen helyet kapott még egy Sting-feldolgozás is, a Shape. 2003 októberében adták ki harmadik stúdióalbumukat Three címmel, amely szintén sikeres lett. Kislemez formájában a Hole in the Head, az Igazából szerelem című film betétdalaként ismert Too Lost in You, az In the Middle és a Caught in a Moment jelent meg. 2004 augusztusában a csapat a Sziget Fesztiválon is fellépett. 2005. március 23-án megszületett Tahlia Maya, Mutya kislánya, emiatt néhány hónap szünetet tartottak a lányok, de 2005 szeptemberének végén új dallal jelentkeztek. A Push the Button sokak szerint legsikeresebb szerzeményük. Októberben jelent meg a negyedik album, a Taller in More Ways, a következő hónapban a Dallas Austin által írt Ugly című számhoz videóklipet is forgattak. 2005. december 21-én a csapat bejelentette, hogy Mutya távozik az együttesből, amely döntése pusztán személyes okokon alapult, és továbbra is barátok maradnak Keishával és Heidivel. Később egy interjúban kijelentette, hogy szülés utáni depresszióban szenvedett, és úgy döntött, hogy több időt tölt a kislányával.
Az utolsó megmaradt eredeti tag, Keisha Buchanan Buena távozásakor ezt mondta:"„…Mindnyájunknak hiányozni fog Mutya, de azt is tudtuk, hogy még mindig van hely új személyek behozatalához, akik segíthetnek a Sugababes, mint zenei márka továbbvitelében”". Az új tag, Amelle Berrabah 48 órával Buena távozása után csatlakozott a csapathoz.

### 2006–2011:Real Girl, egyéb vállalkozások, és zenei szünet
Miután 2005 decemberében elhagyta a Sugababes-t, 2006 elején saját albumának anyagán kezdett dolgozni, majd leszerződött korábbi kiadójához, az Universal Island Recordshoz. Énekkel is közreműködött a Groove Armada Soundboy Rock című albumán. Első kislemeze, a George Michael-lel készült ballada duett lett, amely a This Is Not Real Love címet kapta. 2006 novemberében jelent meg, és a 15. helyet érte el az Egyesült Királyságban. Debütáló szólóalbuma előfutáraként, 2007 elején megjelent Real Girl című száma, amely az Egyesült Királyságban a második helyre került, és elnyerte a BRIT Awards jelölést is, a "Legjobb Kislemez" kategóriában. A dal Lenny Kravitz It Ain’t Over ’til It’s Over című slágerét mintázza, és a londoni székhelyű Full Phat produkciós társaság készítette. A dal szerepelt a Sex and the City Vol. 2: More Music Soundtrack-en is.

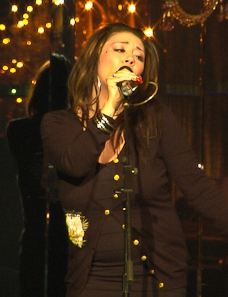
Buena fellép 2009-ben.

Buena debütáló albuma a Real Girl a brit albumlista tizedik helyén végzett. 2007 júliusában együttműködött a Groove Armada táncduóval. Az eredmény a Song 4 Mutya (Out of Control) című dal lett, amely az Egyesült Királyságban a nyolcadik helyen tetőzött. Ezt követte a Just a Little Bit, amely a 65. helyet érte el. Buena Amy Winehouse-szal is együttműködött a The Ronettes Be My Baby című számának B Boy Baby című újrafeldolgozásán, amely az Egyesült Királyságban a 73. helyen debütált. 2007. október 1-jén Buena-t jelölték a londoni O2 Arénában a 2007-es brit "Music of Black Origin" (MOBO) díjakra. 2008 februárjában Buenát elhagyta kiadója a Real Girl és az utolsó két kislemez a Just a Little Bit és a B Boy Baby gyenge eladásai miatt. 2008 októberében megjelent Alan Carr Celebrity Ding Dong című filmjében. 2009 januárjában szerepelt Asher D második kislemezében a With You-ban Ashley Walters című albumáról, valamint Don-E "The Time Is Now" című dalában. Ezt követte a Fallin Agent X-szel, majd a Give Back Tah Mac-cal. Buena ezután csatlakozott számos brit, amerikaI, és jamaicai művészhez, hogy közreműködjön a londoni székhelyű urban / funky house produkciós duó, a NightShift debütáló kislemezén. A dal címe, Can You Persuade Me lett, és szerepel még benne MegaMan, (So Solid Crew), DJ Ironik, Sisqó, Tanto Metro and Devonte, Steelo, Juxci D, J2K, Wretch 32, Sam Obernik, és Mr. Vegas is. A számot később Pitbull I Know You Want Me (Calle Ocho) néven készítette el.
2010 márciusában Buena igényt nyújtott be a Sugababes név tulajdonjogára az Európai Védjegyhatóságnál. Noha Buchanan és Donaghy neve szerepel a jelentésben, kiderült, hogy azt egyedül Buena kérelmezte, Donaghy és Buchanan pedig nem vett részt ebben.  A negyedik felállás azzal az indokkal emelt kifogást az állítással szemben, hogy a "Sugababes" márka-és kereskedelmi név jó hírneve a partnerséghez tartozik – nem magánszemélyhez.
2010 szeptemberében hat számmal járult hozzá a The Sound of Camden albumhoz, amelyet Roy Sela zenei producer készített Izraelben. A lemez megvásárolható a piacon és online is. Olyan rockzenekarok feldolgozásait rögzítette, mint az U2, a The Pixies, vagy az Iron Maiden.
2010 októberében váratlanul kijelentette, hogy már nem érdekli a zenei karrierje, és jelenleg gyermekpszichológusnak készül. Ennek ellenére később összeállt a City Boy Soul zenekarral, és 2011 januárjában digitálisan megjelentette a BE OK-t, majd ugyanekkor a Give Me Love-ot, amelyet az Egyesült Királyság DJ / producere, Paul Morrell írt. 2012 elején kiadta a Thor Alaye-t felvonultató My Love-ot, és a Bedroom-ot. 2011. május 28.-án fellépett a Gay Pride koncerten , majd ugyanebben az évben bemutatott egy demót, All B4 néven.

### 2011–2017: A Mutya Keisha Siobhan megalakítása

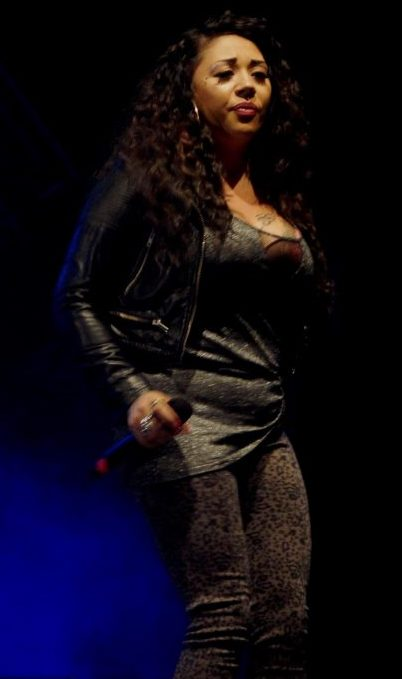
Buena a Mutya Keisha Siobhan tagjaként fellép a Manchester Pride-on 2013 augusztusában.

2011 októberében több sajtóorgánum arról számolt be, hogy a Sugababes eredeti felállása megújul.
2012 januárjában további pletykákat lehetett hallani a csapat újraegyesüléséről, miután Buena és Buchanan is azt nyilatkozta a Twitteren hogy a stúdióban dolgoznak "két másik nővel", valamint a brit rapperrel, Professor Green-nel. Buena azonban később tagadta ezt. Ennek ellenére később, a skót énekes-dalszerző Emeli Sandé megerősítette az MTV UK-nak hogy új dalokat készített Buena, Buchanan és Donaghy számára. 2012 áprilisában arról számoltak be, hogy a felállás egy egymillió font értékű lemezszerződést íratott alá a Polydor Records-cal.
2012 júniusában Donaghy a Twitteren bejelentette, hogy új zene jelenik meg. 2012 júliusában hivatalosan is megerősítették, hogy a csapat Mutya Keisha Siobhan néven alakult meg, és dalokat készített egy új albumhoz.

### 2017–jelen: Szólóprojektek és visszatérés a Sugababeshez

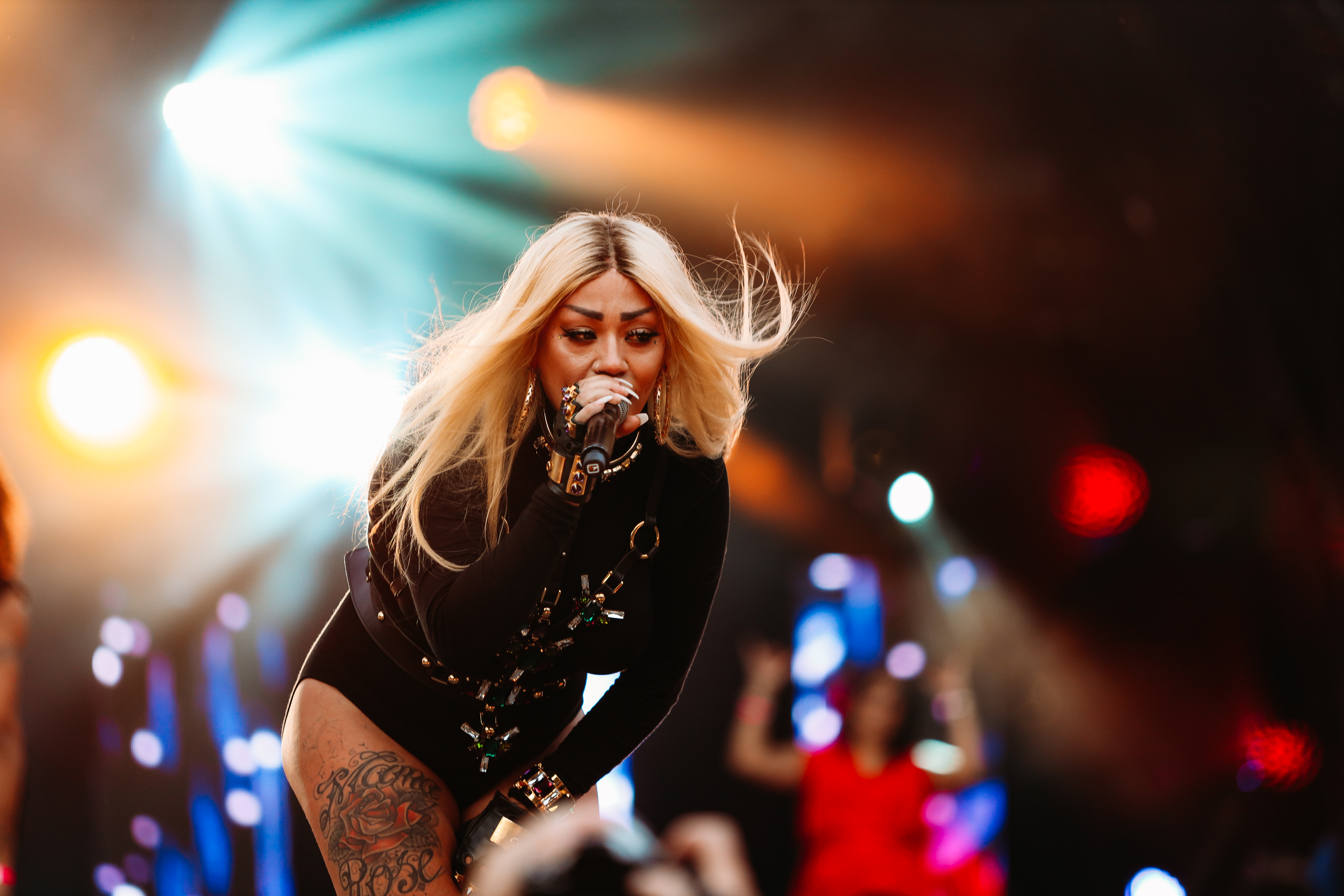
Buena fellép az Amsterdam Pride-on 2019 augusztusában.

Buena 2017 márciusában saját ügynökséget alapított barátaival, Color of Musiq névvel. 2018-ban megjelent a Game Over című dalban RockwellXL, JSTN, valamint Rico Flames mellett, és a videóklipben is szerepelt. Különféle televíziós projekteket is elkezdett. Az MTV Just Tattoo of Us című epizódjában szerepelt, az E4-en pedig a Celebs Go Dating 5. sorozatában tűnt fel.
2019-ben a Celebrity Coach Trip 4. sorozatában jelent meg Lisa Maffia mellett. A pár megnyerte a sorozatot. 
2019 szeptemberében visszanyerte a Sugababes névhez fűződő jogokat, és újra csatlakozott az együtteshez a másik két eredeti tag, Keisha Buchanan és Siobhán Donaghy mellett, így a Mutya Keisha Siobhan újra az eredeti csapatnevet használhatta. 
Közreműködtek DJ Spoony albumának egyik számában, és megerősítették, hogy új anyag kiadását, és turnét terveznek 2020-ban. Terveiket később felfüggesztették a Covid19-pandémia miatt. 2019-ben, minden idők legjobb lányzenekar-tagjai között, a 2. helyet foglalta el, csak az amerikai énekesnő Beyoncé mögött.
2020 februárjában a londoni székhelyű Electric Pineapple pop-duóval együttműködve kiadta a Black Valentine című kislemezt. Ugyanebben az évben később érdeklődött egy R & B album kiadása iránt. 2022 februárjában kiadta a „Feels Good” című kislemezt, Ryuken mellett. 2022. május 20-án pedig a „Takin' It Easy” című kislemezt, Morfius mellett. 2022-ben a Sugababes tagjaként különböző fesztiválokon szerepelt, majd turnéra indult, és kiadta a The Lost Tapes című albumot, amely a 2013-as Flatline című kislemezükből, és korábban kiadatlan anyagokból állt.

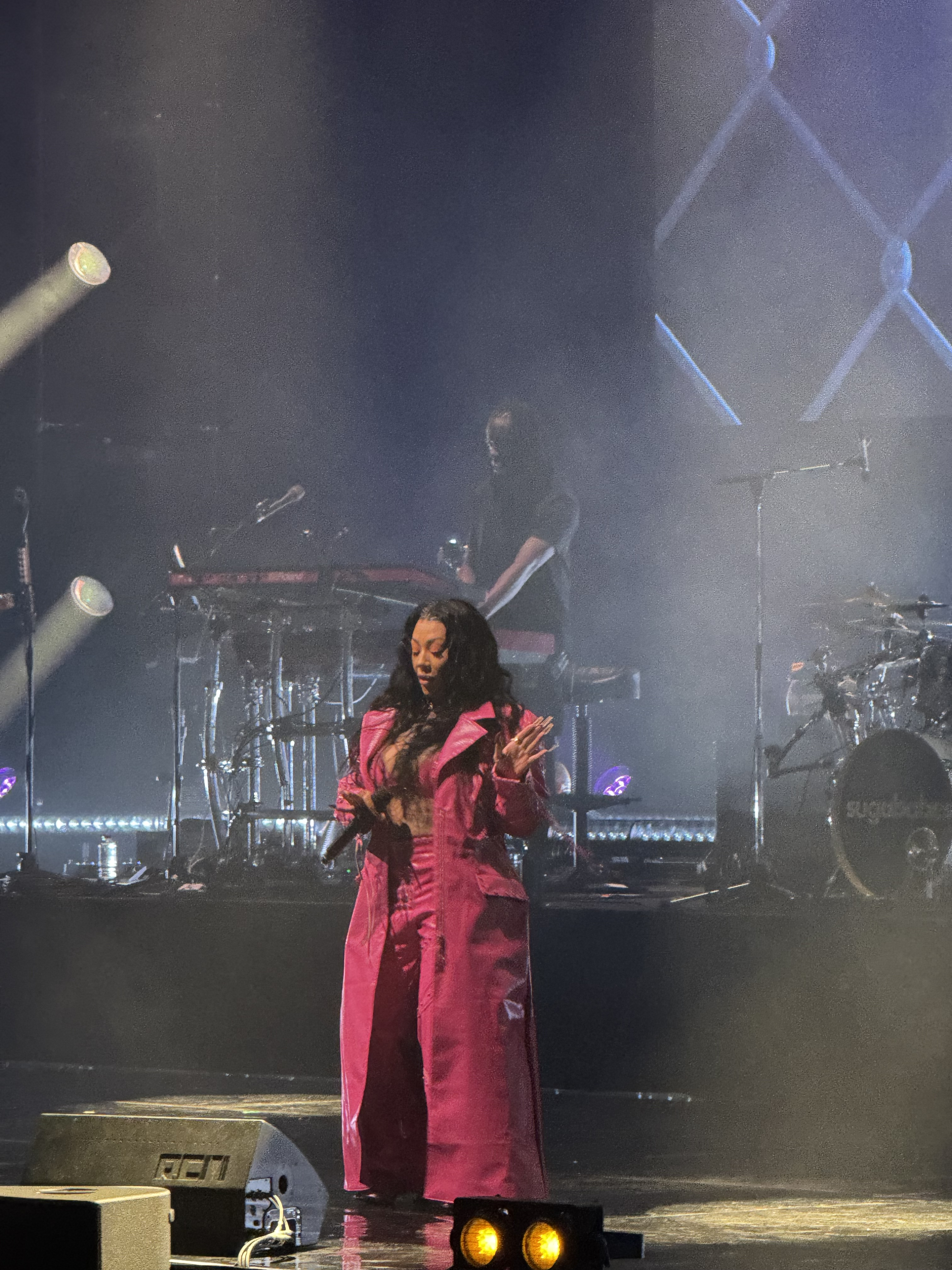
Mutya Buena a Sugababes O2 Aréna 2025-ös turnéján, Londonban.

2023 áprilisában kiadta az All I Own című kislemezt Laidback Luke producerrel együttműködve.
2024 szeptemberében a Celebrity MasterChef tizenkilencedik sorozatának versenyzőjeként jelent meg. A harmadik körben kiesett.

## Magánélet
2005. március 23-án megszületett a kislánya, Thalia. Buena szentelt egy dalt néhai húgának, Mayának, a Three című Sugababes-albumon.
Buenának voltak fenék implantátumai, és korábban mellnövelőket használt. 2013 novemberében eltávolította implantátumait.
2014 szeptemberében anyagi helyzete miatt csődöt jelentett be. 2020-ban kritizálta a médiát, amiért nem fedte fel azt a tényt, hogy sikerült kifizetnie 100 000 font adótartozását, amikor tudomást szerzett a könyvelői által elkövetett adminisztratív hibákról.

## Diszkográfia

### Albumok
- Real Girl (2007)

### Kiadott dalai
- 2006: This Is Not Real Love (feat. George Michael)
- 2007: Real Girl
- 2007: Song 4 Mutya (Out of Control) (feat. Groove Armada)
- 2007: Just a Little Bit
- 2007: B Boy Baby (feat. Amy Winehouse)
- 2008: With You (feat. Ashley Walters)
- 2009: Fallin (feat. Agent X & Ultra)
- 2009: Give Back (feat. Tah Mac)
- 2011: Give Me Love (feat. Paul Morrell)
- 2011: Be OK (feat. City Boy Soul)
- 2013: Bedroom
- 2014: Give Me Love (Remixes) (feat. Paul Morrell)
- 2018: Game Over (feat.  L€GACY,  RockwellXL,  JSTN, &  Rico Flames)
- 2020: Black Valentine (feat. Electric Pineapple)
- 2021: The One (feat. Ryuken)
- 2021: Your Love Your Way (feat. Snowman Baby)
- 2022: Feels Good (feat. Ryuken)
- 2022: Fashion (featuring Snowman Baby)
- 2023: All I Own (featuring Laidback Luke)